# Yaka (peuple)
Pour les articles homonymes, voir Yaka.
Les Yaka sont une population bantoue d'Afrique centrale vivant principalement au sud-ouest de la République démocratique du Congo, également au nord-est de l'Angola.

## Ethnonymie
Selon les sources et le contexte, on rencontre les variantes suivantes : Ayaka, Bayaka, Bayéké, Djakka, Giaka, Iaca, Iaka, Jaga, Jaca, Joca, Mayaka, 
Ngiaka, Yagga, Yakas.

## Population
La population yaka est estimée entre 300 000 et 400 000 personnes en République démocratique du Congo, mais les locuteurs du yaka sont plus nombreux.[réf. nécessaire]
En 1930, le père Michel Planquaert estimait cette population à 300 000 âmes. En 1964, Jacques Denis réalise une étude ethnodémographique et parvient à la même estimation. En 1984, l'anthropologue René Devisch reprend le même chiffre et fait remarquer, que d'après les estimations des missionnaires, les prévisions d'accroissement établies par J. Denis sur base de son enquête n'ont pas tenu compte de la détérioration sanitaire et de l'exode rural. Dans tous les ouvrages récents sur cette population, le nombre d'habitants reste stable, c’est-à-dire de l'ordre de 300 000. L'Annuaire de l’Église catholique en RDC de 1993-1994 avance un chiffre de 400 027, mais selon Nkelenge Hilaire Mitendo, en 2003, le contexte ne permet pas de disposer de données fiables.

## Langue
Ils parlent le yaka, une langue bantoue dont le nombre de locuteurs a été estimé à 900 000 en 2000 : 700 000 en République démocratique du Congo et 200 000 en Angola.

## Histoire
Les Yaka, peuple bantou, ont joué un rôle important dans la situation qui a mené au décollage du commerce triangulaire au tournant du 17e siècle. A la fois décrits comme agriculteurs et comme peuple de razzieurs nomades, ils lancent avec succès des offensives sur leurs voisins Kongos, ethnie côtière déjà en contact avec les Européens. Après la prise de Mbanza Kongo, la capitale Kongo en 1568, ils seront finalement repoussés et soumis par les Kongos. 
Fuyant vers leur région d'origine ils seront finalement soumis par les Lundas pendant tout le XVIIIe siècle; les Lundas sont arrivés au Kwango vers la fin du XVIIe siècle et ont trouvé sur place des populations ayant fait partie du Royaume du Kongo . Regagnant leur indépendance pendant un court moment au XIXe siècle, ils gardèrent malgré cela un roi d'origine lunda, le kiamfu.
C'est vers la fin du XIXe siècle que les Yaka sont touchés par les menées de l'armée coloniale, la Force publique. L'armée de Monoemugi est composée d'archers Yakas réputés pratiquer un cannibalisme rituel sur leurs ennemis vaincus. Il existait plusieurs groupes de Jagas à savoir ceux qui avaient envahi Mbanza Kongo en 1568, les Imbangalas, etc., Le mot Jaga pour les Portugais signifiait vagabond et sans origine,. Le mot « Jaga » serait une déformation du mot Kongo « Yaka », Yaka était un titre d’honneur attribué aux guerriers du Royaume de Kongo. On peut retrouver ce mot dans la phrase Kongo suivante des descendants de M'panzu: « Beto, mayaka mbata; mayaka mpunza, mayaka mbele. » (Traduction : « Nous, nous attrapons les coups, les flèches et les épées. »). Le verbe Kuyaka en Kikongo signifie attraper au vol. ,,

## Géopolitique des Yaka
Les Yaka constituent un peuple homogène, discipliné, travailleur et guerrier qui occupe les plateaux du Kwango dans le sud-ouest de la République démocratique du Congo.
Ce sont principalement des agriculteurs qui cultivent du manioc, de l'arachide, des ignames, des courges, du maïs, des haricots, du café robusta, et qui élèvent de la volaille et du petit bétail. Ils sont également de bons chasseurs dans les clairières et forêts des rivières Kwango et Wamba. Le Kwango, ainsi que le Kwilu, sont les réservoirs alimentaires de la ville de Kinshasa.
Sur le plan coutumier, le Royaume Yaka est une monarchie patriarcale dirigée par le kiamfu d'origine Lunda assimilé aux Yaka originaux issues des Bakongo dont le pouvoir prend fin uniquement avec son décès. Il est secondé par plusieurs collaborateurs qui sont des chefs coutumiers ayant des fiefs à gouverner et qui sont parfois de la même lignée que lui. C'est le cas notamment de Swa Mbangi, de Swa Munene, de Swa Lukuni, de Mulopo Ndindi, de Muni Ngunda, de Muni Kazembe, de Muni Ngulu et de Pelende Nkhobo. Certains de ces chefs ont droit à la succession et à l'accession au trône.
Sur le plan administratif, les Yaka occupent 3 des 5 territoires qui composent le Kwango, notamment Kasongo-Lunda, Kenge et Popo-Kabaka et leur démographie avoisine les 2 millions d'habitants. Ils sont voisins des Sukus, des Tchokwés, des Lundas, des Baholos, des Bambatas et des Balemfus.
En ce qui concerne l'administration ecclésiale, deux diocèses catholiques se partagent le monde yaka : les diocèses de Popo-Kabaka et de Kenge. Les centres de formation intellectuelle qui ont formé l'élite du Kwango sont l'École normale d'Imbela et le Collège Ntemo ex- Saint-Paul (des pères jésuites) de Kasongo-Lunda.
Au demeurant les Yaka ont beaucoup migré à Kinshasa, des suites de l'exode rural. Ils représenteraient le quart de la population de Kinshasa. C'est la raison pour laquelle le Gouverneur et les vice-Gouverneurs de la ville de Kinshasa sont souvent recrutés parmi eux (Kibabu Madiata Nzau, Mbemba Fundu, André Kimbuta). Les Yakas sont majoritaires dans les communes et quartiers de Kinshasa ci-après : Masina, Kimbanseke (quartier Kingasani), Bumbu, Ngaba, Mbanza-Lemba, Camp Luka, Kisenso, Kingabwa, Nsele, Mikonga et Mpassa.
Les Yakas sont aussi installés au nord de Kinshasa sur le territoire de Kwamouth. Depuis environ juin 2022, un conflit se déroule sur ce territoire. Le cardinal Fridolin Ambongo, qui s'est rendu sur place, décrit le conflit en terme socio-économique : les habitants de plusieurs ethnies locales mais « non originaires » du territoire (Bangala, Batetela, Baluba, Bambala, Yanzi, Suku, Songye mais surtout Yaka) protestent contre la gestion des terres cultivables et des fermes qu'ils louent aux Teke, l'ethnie originaire. Plus précisément, les ethnies « non originaires » reprochent aux Tekes d'avoir augmenté une redevance coutumière sur les produits agricoles due par les ethnies « non originaires » et de chercher à collecter cette redevance de manière violente. De leur côté, les Tekes critiquent la volonté des Yaka d'installer des chefs coutumiers sur des terres qui sont propriété de Tekes. Le conflit est exacerbé par le retour en RDC d'un masque Kakungu, exposé jusque-là par le musée royal belge de l'Afrique centrale et rendu par la Belgique en juin 2022. Pour les Suku et les Yaka, ce masque rendrait les combattants invulnérables aux balles et leur permettrait de se rendre invisible. En conséquence, les miliciens Yaka se montrent beaucoup plus téméraires dans leurs attaques. En mars 2023, Human Rights Watch relaie les accusations d'exactions (exécutions, violences sexuelles) des FARDC dans le territoire. Une commission militaire est mise en place par le gouvernement pour enquêter sur ces accusations,. En juillet 2023, un rapport du Bureau de la coordination des affaires humanitaires de l'ONU estime que 3 000 personnes sont mortes dans les affrontements et 160 000 personnes ont fui le territoire. Le conflit touche principalement le territoire de Kwamouth et la province du Mai-Ndombe mais aussi les provinces voisines de Kwilu, Kwango et Kinshasa ainsi que la république du Congo,,. En raison de la situation sécuritaire alarmante, les habitants du territoire ne peuvent participer aux votes de fin décembre 2023 (élections présidentielle, législatives, provinciale et municipales). Le 23 janvier 2024, des miliciens Mobondo, liés à l'ethnie Yaka, tuent 11 personnes dans le village de Fadiaka,,. Le gouvernement empêche les journalistes et les travailleurs humanitaires de rentrer sur le territoire.

## Culture

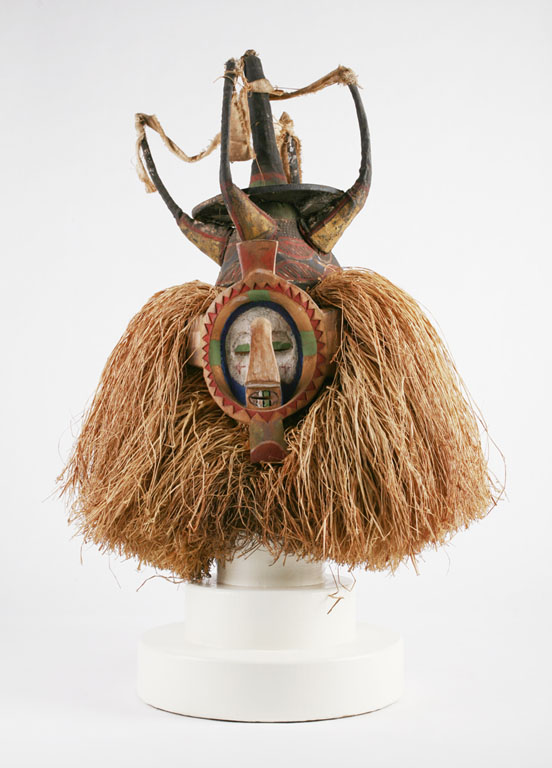
Masque d'initiation ndeema[26].
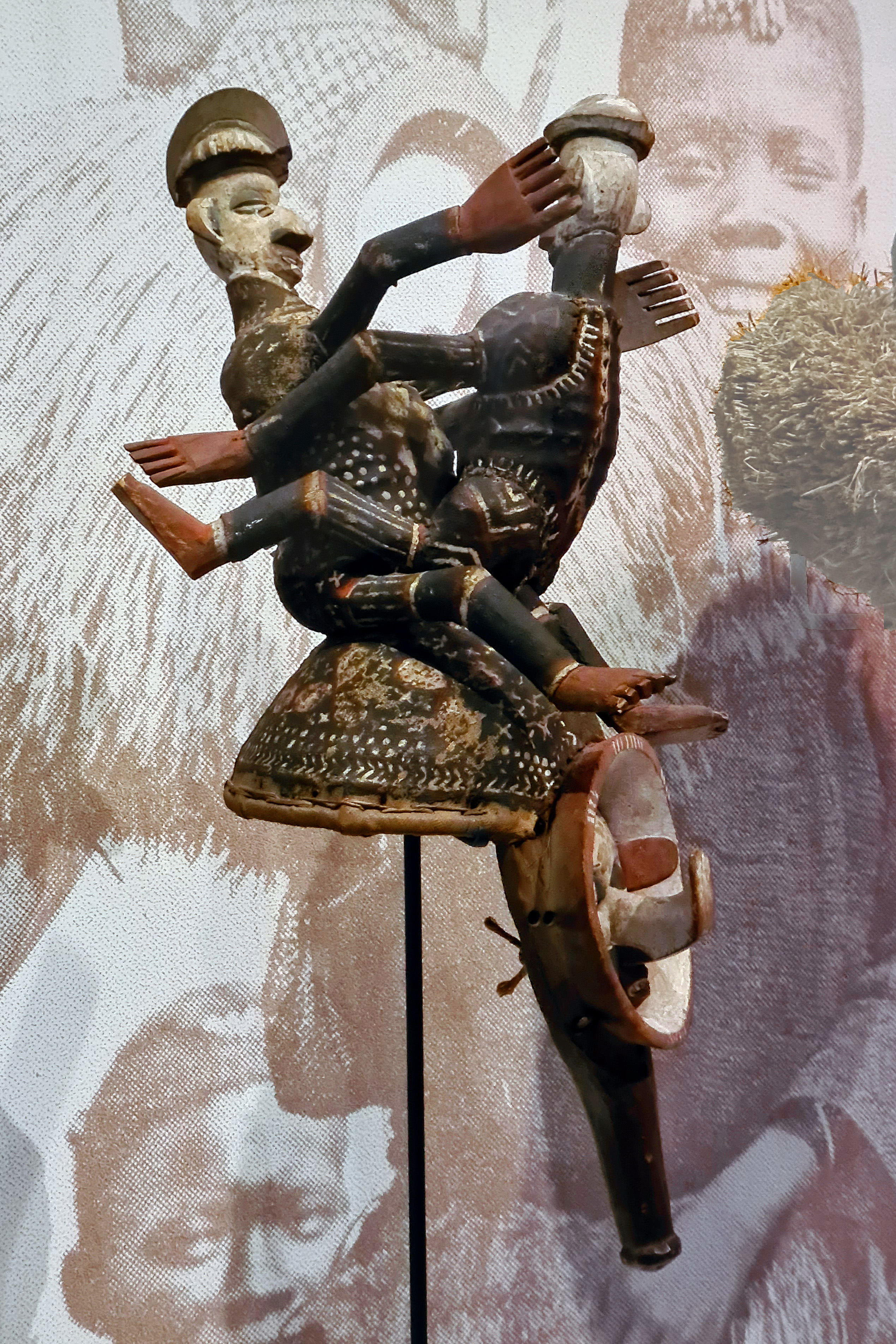
Masque kholuka[27].
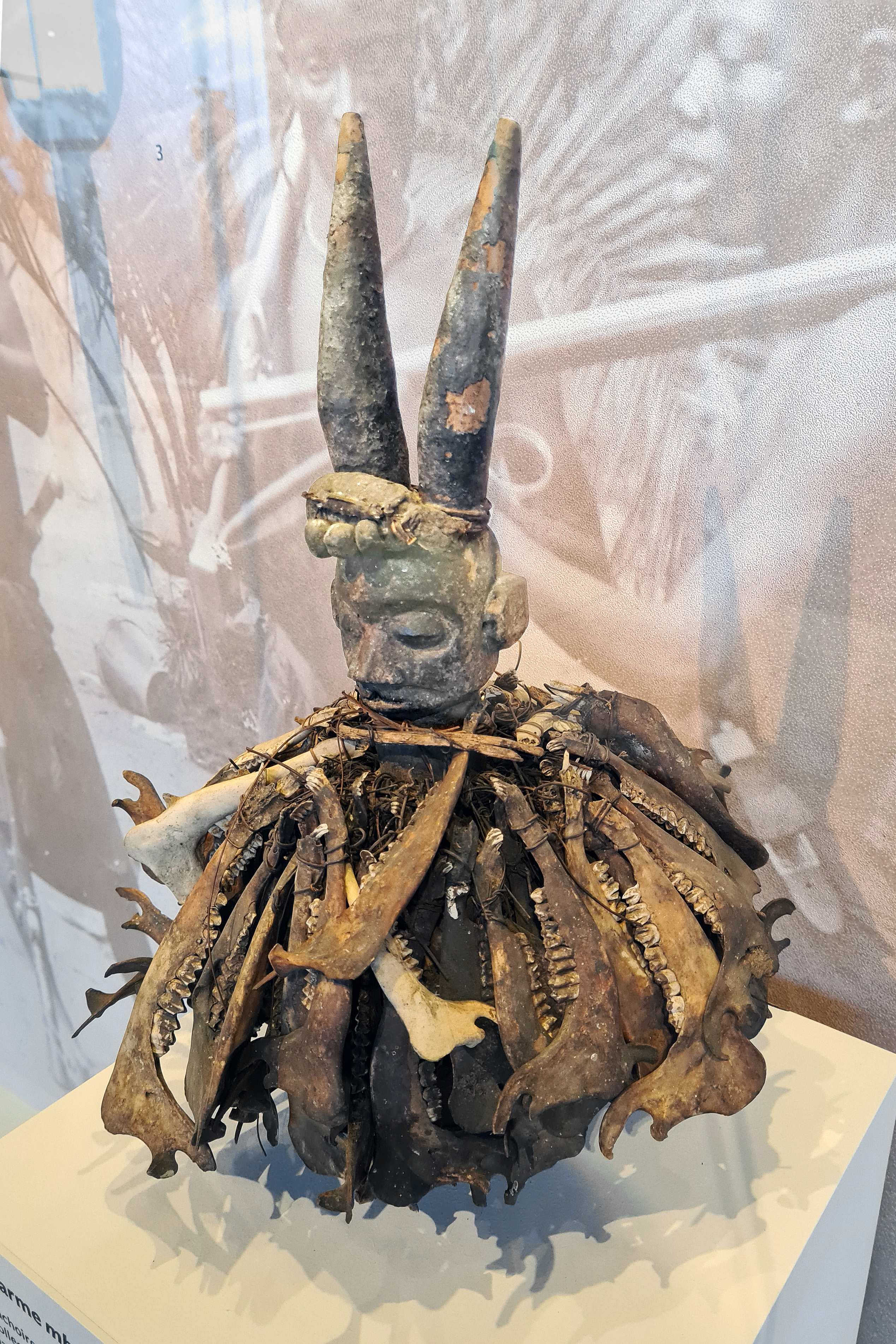
Charme mbuumba[27].
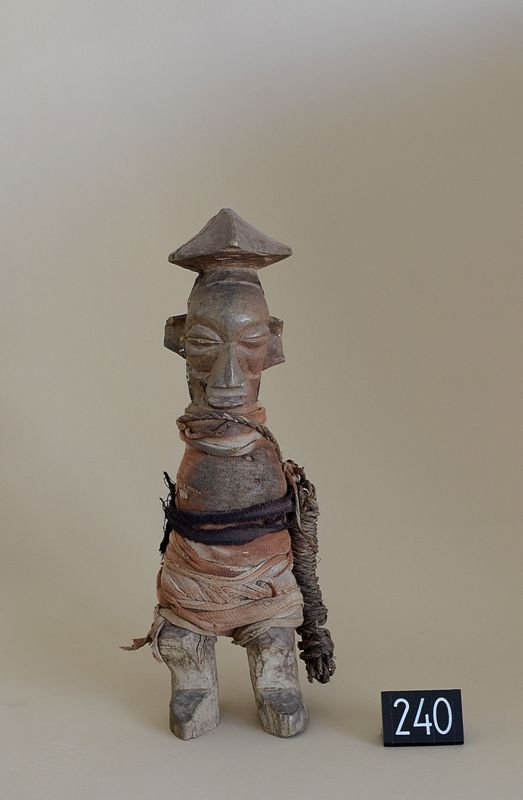
Statuette biteki
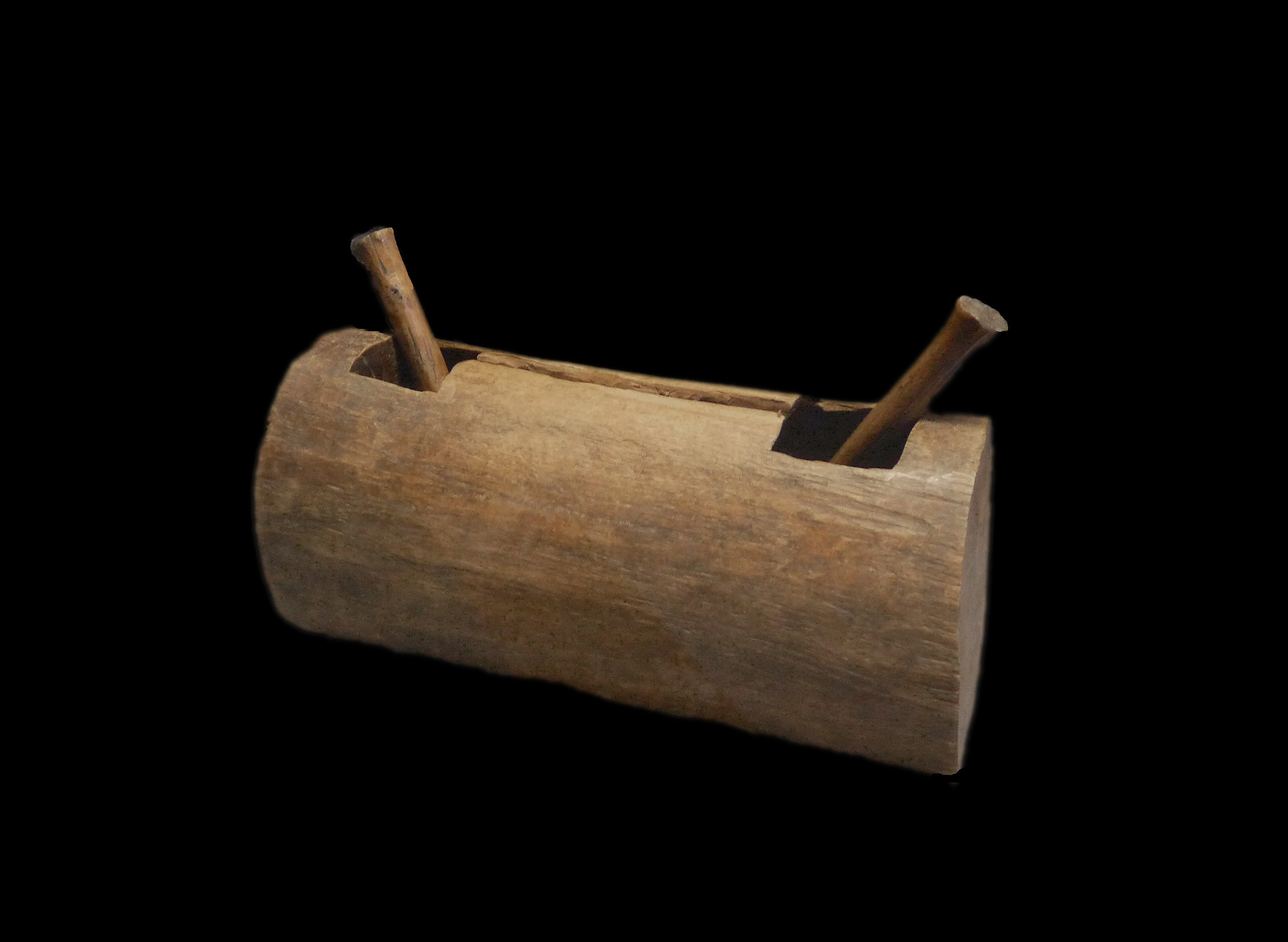
Tambour à fente[27].
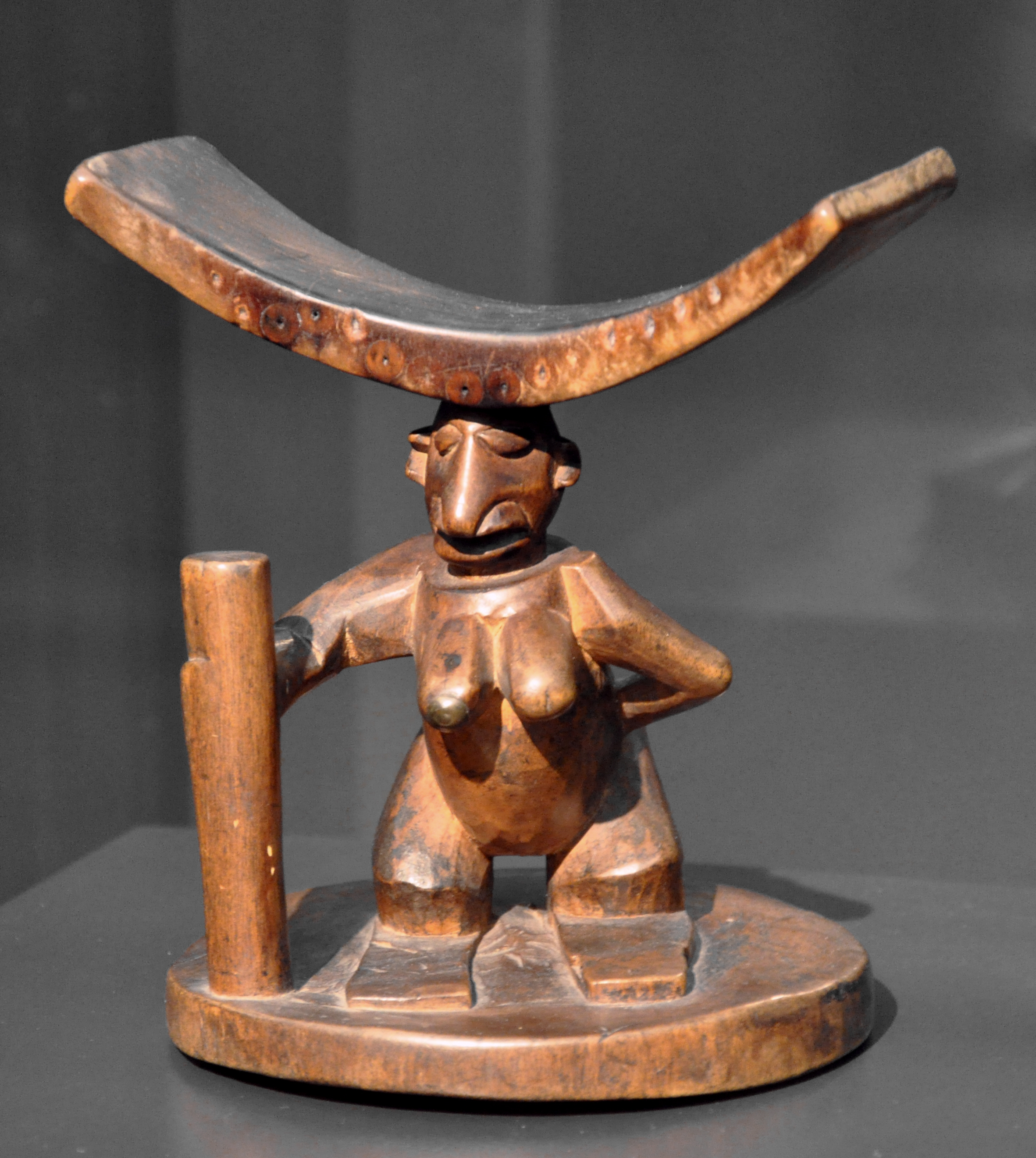
Appui-tête[29].
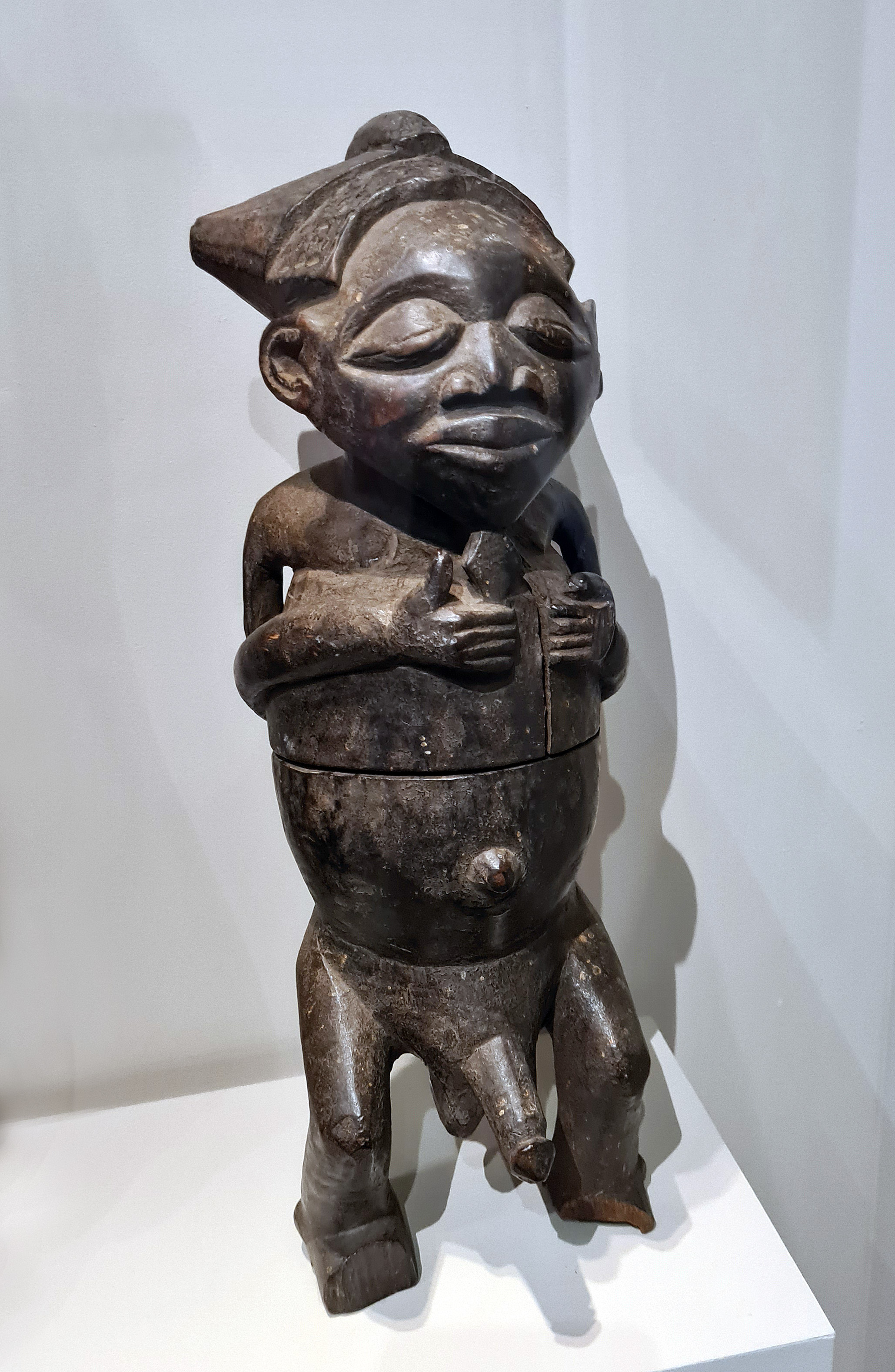
Boîte à kaolin anthropomorphe[27].

Un masque Kakungu, exposé jusque-là par le musée royal belge de l'Afrique centrale, est rendu par la Belgique en juin 2022. Pour les Yaka et les Suku, ce masque sacré, symbole de la guerre, rendrait les combattants invulnérables aux balles et leur permettrait de se rendre invisible.

### Littérature orale
- Alain Van der Beken, Proverbes yaka du Zaïre, L'Harmattan, 2001, 333 p.  (ISBN 9782747512428)
- Michel Plancquaert, Soixante mythes sacrés Yaka (réunis par), Musée royal de l'Afrique centrale, Tervuren (Belgique), 1982, 161 p.

### Études
- H. Bailleul, « Les Bayaka. Aperçu de l'évolution économique et politique de leur pays jusqu'en 1958 », dans Zaïre, no 8, octobre 1959, p. 823-841
- Bukedi Batuyenda, Makana moodidila : versets de lamentations funèbres, chez le Yaka, P. Bouckaert, Popokabaka, 1979, 95 p. (bilingue)
- L. de Beir, Religion et magie des Bayaka, Anthropos-Institut St. Augustin (de), 1975, 191 p.  (ISBN 3921389305)
- L. de Beir, Les Bayaka de M'Nene N'Toombo Lenge-Lenge, Anthropos-Institut St. Augustin, 1975, 326 p., compte-rendu de Thomas Louis-Vincent, in Archives de sciences sociales des religions, 1977, vol. 43, no 2, p. 240-242, [lire en ligne]
- Tulu kia Mpansu Buakasa et Henriette Didillon, « Le khiita. Une technique yaka de guérison de la stérilité », in A. N. Mushete (dir.), Combats pour un christianisme africain. Mélanges en l'honneur du Prof. V. Mulago, Faculté de théologie catholique de Kinshasa, 1981, 324 p.
- Jacques Denis, Les Yaka du Kwango : contribution à une étude ethno-démographique, Musée royal de l'Afrique centrale, Tervuren (Belgique), 1964, 107 p.
- Renaat Devisch et Wauthier de Mahieu, Mort, deuil et compensations mortuaires chez les Komo et les Yaka du nord au Zaïre, Musée royal de l'Afrique centrale, Tervuren (Belgique), 1979, 197 p., compte-rendu de Claude Rivière in Cahiers d'études africaines, 1980, vol. 20, no 80 p. 517-519, [lire en ligne]
- Renaat Devisch, Se recréer femme : manipulation sémantique d'une situation d'infécondité chez les Yaka du Zaïre, D. Reimer, Berlin, 1984, 198 p.  (ISBN 3496007516)
- Renaat Devisch, « Diagnostic divinatoire chez les Yaka du Zaïre », in L'Ethnographie (Paris), vol. 81, no 96/97, 1985, p. 197-216
- René Devisch, « Tisser la pulsion vitale en fonction symbolique. Lecture anthropologique d’une thérapie traditionnelle : cas des Yaka du Zaïre », in Psychothérapies, no 4, 1987, p. 199-208.
- (en) Renaat Devisch, Weaving the threads of life : the Khita gyn-eco-logical healing cult among the Yaka, University of Chicago Press, 1993, 334 p.  (ISBN 0226143627)
- René Devisch et Claude Brodeur, Forces et signes : regards croisés d'un anthropologue et d'un psychanalyste sur les Yaka, Éditions des Archives contemporaines, Paris, 1996, 422 p.  (ISBN 90-5709-001-5)
- (de) Markus Flückiger, Das höchste Wesen bei den Bayakas im vergleichen zu den Gottesvorstellungen des Alten Testamentes (Seminararbeit an der Freien Hochschule für Mission der AEM, Korntal), Korntal, 1989, 59 p.
- Hermann Hochegger, « Bibliographie Yanzi, bibliographie Yaka », Cahiers des religions africaines, 1972, 5, no 11, p. 113-119
- Madiangungu L. Kikuta, L'environnement historique de l'évangélisation missionnaire jésuite chez les Yaka du Moyen-Kwango dans l'ancienne mission du Kwango (1893-1935), Éditrice Pontificia Università gregoriana, Rome, 2001, 553 p.  (ISBN 8876528768) (Thèse)
- François Lamal, Basuku et Bayaka des districts Kwango et Kwilu au Congo, Musée royal de l'Afrique centrale, Tervuren, 1965, 323 p.
- Sebahire Mbonyinkebe, « Le tradipraticien dans la ville. Le cas des Yaka à Kinshasa », in Cahiers des religions africaines, nos 45-46, 1989, p. 49-99.
- I. Ngondo a Pitshandenge, De la nuptialité et fécondité des polygames : le cas des Yaka de Popokabaka, Zaïre, Musée royal de l'Afrique centrale, tervuren, 1982, 340 p.
- Michel Plancquaert, Les sociétés secrètes chez les Bayaka, Imprimerie J. Kuyl-Otto, Louvain, 1930, 131 p.
- Michel Plancquaert, Les Jaga et les Bayaka du Kwango : contribution historico-ethnographique, Falk (G. Campenhout, successeur), Bruxelles, 1932, 184 p. [lire en ligne]
- M. Plancquaert, Les Yaka. Essai d'histoire, Musée royal de l'Afrique centrale, Tervuren, 1971, 188 p.
- (en) Emil Torday et T. A. Joyce, « Notes on the ethnography of the Ba-Yaka », in Journal of the Anthropological Institute of Great Britain and Ireland (Londres), 36, janvier-juin 1906, p. 39-59